# Lucien-L'Allier (metrostation)
Lucien-L'Allier is een metrostation aan de oranje lijn van de metro van Montréal in het stadsdeel Ville-Marie van de Canadese stad Montréal. Het station werd aanbesteed als Aquaduc maar na het overlijden van de aanjager van de metro, Lucien-L'Allier, werd de bovenliggende straat naar hem genoemd. Toen het station op 28 april 1980 werd geopend kreeg ook het station de naam van de oud-directeur van de metro. In het station is een gedenkplaat voor L'Allier geplaatst:
| LUCIEN L'ALLIER Ingénieur 1909-1978 Directeur des Travaux publics à la Ville de Montréal président-directeur général de la Commission de transport de la Communauté urbaine de Montréal il fut à l'origine le maître d'œuvre du métro se révélant un grand commis de l'État et un serviteur fidèle de ses concitoyens |
| --- |